# Get It How U Live!
Get It How U Live! — дебютный студийный альбом американской хип-хоп-группы Hot Boys, выпущенный 28 октября 1997 года лейблом Cash Money Records. Пластинка была спродюсирована Мэнни Фрешем.
Записи альбома предшествовали первые сольные коммерческие успехи Juvenile и B.G., к которым присоединились Turk и на тот момент ещё 14-летний Лил Уэйн. Продюсером всех треков выступил Мэнни Фреш. Альбом выделяется практически полным отсутствием семплов, что нехарактерно для тех времён. Несмотря на посредственные оценки критиков, было продано более 400 000 копий, что, в том числе, поспособствовало заключению контракта между Cash Money и Universal Records на выпуск и дистрибуцию на сумму более чем 30 миллионов долларов. Кроме того, альбом достиг 37-го места в чарте Top R&B Albums.

## Список композиций
Данные песен приведены согласно Discogs
| №                   | Название                                       | Длительность |
| ------------------- | ---------------------------------------------- | ------------ |
| 1.                  | «Intro: Big Tymers» (Big Tymers)               | 2:46         |
| 2.                  | «We On Fire (Pt. 1)»                           | 4:18         |
| 3.                  | «50 Shots Set's It Off» (скит)                 | 5:02         |
| 4.                  | «On Tha Porch (Pt. 1)»                         | 1:01         |
| 5.                  | «Block Burner» (Lil Wayne)                     | 4:44         |
| 6.                  | «Neighborhood Superstar» (feat. Big Tymers)    | 4:43         |
| 7.                  | «Take It Off Your Shoulder» (Juvenile)         | 4:01         |
| 8.                  | «Dirty World» (feat. Keisha)                   | 5:09         |
| 9.                  | «I'm A Hot Boy» (B.G.) (feat. Juvenile)        | 3:52         |
| 10.                 | «Get It How U Live!!»                          | 4:14         |
| 11.                 | «On Tha Porch (Pt. 2)» (скит)                  | 1:23         |
| 12.                 | «I'm Com'n» (feat. Bun B from UGK)             | 5:20         |
| 13.                 | «Infrared Dot» (Turk) (feat. Juvenile)         | 4:15         |
| 14.                 | «Blood Thicker» (feat. Baby & Magnolia Shorty) | 4:21         |
| 15.                 | «Spit 'N Game» (feat. Bullet Proof)            | 5:51         |
| Общая длительность: | Общая длительность:                            | 60:53        |